# Средно училище „Пейо Крачолов Яворов“ (Стралджа)
Средно училище „Пейо Крачолов Яворов“ е гимназия в град Стралджа, област Ямбол. Създадена е през 1865 г. Патрон на училището е Пейо Яворов. То е разположено на ул. „Георги Станчев“ № 17 а. Към 2024 г. директор на училището е Боряна Георгиева.

## История
Училището е правоприемник на първото българско училище в Стралджа, открито през 1865 г. През годините е било преобразувано няколко пъти, от начално в прогимназиално, общообразователно, единно средно политехническо и отново общообразователно. Днешната сграда на училището е открита през 1984 г.